# Episodi di Man with a Camera (seconda stagione)
La seconda stagione della serie televisiva Man with a Camera è andata in onda negli Stati Uniti dal 19 ottobre 1959 all'8 febbraio 1960 per un totale di 14 episodi.
| nº | Titolo originale      | Prima TV USA     |
| -- | --------------------- | ---------------- |
| 1  | The Killer            | 19 ottobre 1959  |
| 2  | Eyewitness            | 26 ottobre 1959  |
| 3  | The Man Below         | 2 novembre 1959  |
| 4  | Black Light           | 9 novembre 1959  |
| 5  | The Positive Negative | 16 novembre 1959 |
| 6  | Missing               | 23 novembre 1959 |
| 7  | Live Target           | 7 dicembre 1959  |
| 8  | Girl in the Dark      | 14 dicembre 1959 |
| 9  | The Bride             | 21 dicembre 1959 |
| 10 | The Picture War       | 4 gennaio 1960   |
| 11 | Touch Off             | 11 gennaio 1960  |
| 12 | Hot Ice Cream         | 25 gennaio 1960  |
| 13 | Fragment of a Murder  | 1º febbraio 1960 |
| 14 | Kangaroo Court        | 8 febbraio 1960  |

## The Killer
- Prima televisiva: 19 ottobre 1959

### Trama
- Guest star: I. Stanford Jolley (dottor Todd), James Parnell (Killer), Harlan Warde (detective Butler), Bek Nelson (infermiera Purdy), Lawrence Dobkin (detective Angelo)

## Eyewitness
- Prima televisiva: 26 ottobre 1959

### Trama
- Guest star: Joseph Hamilton (Bergdoll), Marian Collier (Clara), Casey Walters (Martinez)

## The Man Below
- Prima televisiva: 2 novembre 1959

### Trama
- Guest star: Ed Cramer (Stan), Frank Gerstle (Jim), Patricia Donahue (Helen Baines), Rusty Lane (capo della polizia), Baynes Barron (George Werner), David Lewis (Carl Baines)

## Black Light
- Prima televisiva: 9 novembre 1959

### Trama
- Guest star: Hugh Sanders (ispettore Randolph), Michael Harris (tenente Monta)

## The Positive Negative
- Prima televisiva: 16 novembre 1959

### Trama
- Guest star: Anthony Caruso (Ace Lupo), Susan Cummings (Monique), Anne Neyland (Ellen)

## Missing
- Prima televisiva: 23 novembre 1959
- Diretto da: Gene Fowler, Jr.
- Soggetto di: Hal Evarts

### Trama
- Guest star: CeCe Whitney (Jill Kern), Tony Miller (Laundry Attendant), Wendell Holmes (Carl Ganza), Robert Christopher (Joel), Jon Silo (Gas Station Owner), Henry Randolph (Jack Hawley), Merritt Bohn (Deputy), Steve Brodie (Ed Kern)

## Live Target
- Prima televisiva: 7 dicembre 1959
- Diretto da: Paul Landres
- Scritto da: Barry Trivers

### Trama
- Guest star: Toni Gerry (Bess Wilson), Fred Essler (Poppa Korman), Gavin MacLeod (Johnny Datch), Robert Carson (Martin Denny), Tracy Stratford (Little Girl), George Keymas (Santos), James Lydon (Eddie Wilson)

## Girl in the Dark
- Prima televisiva: 14 dicembre 1959

### Trama
- Guest star: Gregory Morton (Willings), Darlene Fields (donna)

## The Bride
- Prima televisiva: 21 dicembre 1959

### Trama
- Guest star: George Conrad (Jan Metrovic), Nick Pawl (McGill), Claudia Barrett (Jane)

## The Picture War
- Prima televisiva: 4 gennaio 1960

### Trama
- Guest star: Johnny Seven (Larry Gaines)

## Touch Off
- Prima televisiva: 11 gennaio 1960

### Trama
- Guest star:

## Hot Ice Cream
- Prima televisiva: 25 gennaio 1960

### Trama
- Guest star: Lawrence Tierney (Barney), Yvonne Craig (Jo Stokes), Roscoe Ates (Fenton), Paul Bryar (Stokes), Howard McNear (George)

## Fragment of a Murder
- Prima televisiva: 1º febbraio 1960

### Trama
- Guest star:

## Kangaroo Court
- Prima televisiva: 8 febbraio 1960
- Diretto da: Gilbert Kay
- Scritto da: Wilton Schiller

### Trama
- Guest star: Don Gordon (colonnello), John Goddard (tenente Lurie), Richard Benedict (Crane), George D. Wallace (Fletcher), Ralph Garey (Corelli), Maurice Marsac (Parnot), Danielle Aubrey (Annette), John Dennis (Sanders), William Lalley (Turley), Arthur Space (colonnello Boyar)